# Marie Martinod
Marie Martinod (Bourg-Saint-Maurice, 20 de julio de 1984) es una deportista francesa que compite en esquí acrobático, especialista en la prueba de halfpipe.
Participó en dos Juegos Olímpicos de invierno, Sochi 2014 y Pyeongchang 2018, obteniendo en cada edición una medalla de plata en la prueba de halfpipe.
Ganó una medalla de plata en el Campeonato Mundial de Esquí Acrobático de 2017, en su especialidad. Adicionalmente, consiguió cuatro medallas en los X Games de Invierno.

## Medallero internacional
| Juegos Olímpicos   | Juegos Olímpicos            | Juegos Olímpicos | Juegos Olímpicos |
| Año                | Lugar                       | Medalla          | Prueba           |
| ------------------ | --------------------------- | ---------------- | ---------------- |
| 2014               | Sochi (Rusia)               | Medalla de plata | Halfpipe         |
| 2018               | Pyeongchang (Corea del Sur) | Medalla de plata | Halfpipe         |
| Campeonato Mundial |                             |                  |                  |
| Año                | Lugar                       | Medalla          | Prueba           |
| 2017               | Sierra Nevada (España)      | Medalla de plata | Halfpipe         |

| X Games de Invierno | X Games de Invierno    | X Games de Invierno | X Games de Invierno |
| Año                 | Lugar                  | Medalla             | Prueba              |
| ------------------- | ---------------------- | ------------------- | ------------------- |
| 2006                | Aspen (Estados Unidos) | Medalla de bronce   | Superpipe           |
| 2013                | Tignes (Francia)       | Medalla de oro      | Superpipe           |
| 2014                | Aspen (Estados Unidos) | Medalla de bronce   | Superpipe           |
| 2017                | Aspen (Estados Unidos) | Medalla de oro      | Superpipe           |